# ガンダムプロジェクト
ガンダムプロジェクトとは、「機動戦士ガンダム」のIPを活用したバンダイナムコグループ内の横断プロジェクト。主宰は第3代チーフガンダムオフィサー（CGO）の藤原孝史。

## 概要
2021年にガンダム（IP）を成長させるために発足。
CGO藤原は、2025年度のガンダム（IP）の年間売上高1500億円の到達、および「SP」（ソーシャルプロパティ＝社会的アイコン）への進化を目指す旨を述べており、このために「作品軸」「ワールドワイド戦略軸」「GUDA軸」の展開が行われる。

## プロジェクトの区分
作品軸
IPを活用した作品展開。第2回ガンダムカンファレンスで「機動戦士ガンダム 水星の魔女」「機動戦士ガンダム ククルス・ドアンの島」「機動戦士ガンダム 鉄血のオルフェンズ（特別編）」を発表。また、22年度から25年度までのガンダム計12作品を対象にした映像投資の情報が公開されている。
ワールドワイド戦略軸
後述の「ガンダムメタバースプロジェクト」が発表され、グループに設定したパーパスを実践していく。また、専用のAIキャラクター「メロウ」も開発されている。
GUDA軸
IPを活用したサステナブルプロジェクト。「GUNDAM UNIVERSAL CENTURY DEVELOPMENT ACTION」の略称で、ガンダムの宇宙世紀を教訓・旗印として、同計画の成果を社会実装していくことで現実世界が抱える様々な社会課題の解決を図る。

## 主な内容

### ガンダムメタバースプロジェクト
ワールドワイド戦略軸で発表されたガンダムのメタバースとその構築計画。2022年4月からバンダイナムコGが導入したビジネスパーパスのもと、同グループとファンが「夢・遊び・感動」を通じてつながることで“Fun for All into the Future”を実践。仮想空間においてファンだけでなく他の企業にもIPを開放し、「共創」することでガンダムIPの拡大を目指す。
構想では、カテゴリーごとに創出したバーチャルコミュニティをガンダムの世界になぞらえ、広大な宇宙を模した仮想空間にある多数のスペースコロニーをつなぐことで一つの「ガンダムメタバース」宙域である「SIDE-G」を創り上げる。今後、「SIDE-G」を構成するアニメ、ガンプラ、ゲーム、音楽など、様々なカテゴリが主体となるスペースコロニーを続々と仮想空間内に打ち上げていく予定。
初めに仮想空間「ガンプラコロニー」を打ち上げ、2021年にテスト運用したヴァーチャルガンプラエンターテインメント総合空間「THE GUNDAM BASE VIRTUAL WORLD」を「ガンダムベースガンプラコロニー店」として正式サービスインを目指す。プラモ狂四郎やガンダムビルドシリーズなどに見られる「ガンプラバトル」他、ガンプラに関わる様々な体験を提供していく。

### AI「メロウ・ネージュ」 / プロジェクト・メロウ
メロウ・ネージュは、ガンダムメタバース向けに開発されたAIキャラクター。性別は未設定（女性のような姿と声を採用）。
ガンダムメタバースのAIキャラクター開発計画「プロジェクト・メロウ」においてそれらのルーツとなる「試作1号AI」として開発された。動画ライブ配信でガンダムファンと「対話」することに特化しており、将来的なAIキャラクターの展望として、ファンをメタバース空間で出迎え、話し相手になったり、ファン同士が一緒に盛り上がれる話題を提供する遊園地のキャストのような役割を担う事が発表されている。
声の学習が完了した後、Twitter公式アカウントを公開。まずはガンダムメタバースのグッズコーナーの見習いアルバイトとして、YouTubeで生配信を行っている。

### ガンダムオープンイノベーション
GUDA軸の一環。人口問題や環境問題、宇宙進出といった未来社会のサステナブルなテーマに対して、「ガンダム」と「未来技術」を掛け合わせることにより、「ガンダムの宇宙世紀」および「持続可能な未来」の現実化を目指すプログラム。ガンダムをきっかけに様々な分野のエキスパートやイノベーター、大学・研究機関、先端企業などを共創パートナーとして迎えて展開される。
2023年10月には「モビルスーツの社会実装に向けた新しい操縦ロボットのプロトタイピングプロジェクト」「TEAM SPACE LIFEプロジェクト」「グリーンコロニー・プロジェクト」「ビーム・サーベル～プラズマ農業プロジェクト」の4つの公認プロジェクトが発表された。